# Jozini Local Municipality
Jozini (englisch Jozini Local Municipality) ist eine Lokalgemeinde im Distrikt Umkhanyakude der südafrikanischen Provinz KwaZulu-Natal. Der Verwaltungssitz befindet sich in Jozini. Bürgermeister ist Delani Mabika.
Das Wort „jozi“ bezeichnet einen kurzen Speer und Jozini ist ein isiZulu-Wort für eine Höhle, in der Speere versteckt werden können.

## Geographie
Jozini liegt im Norden KwaZulu-Natals und grenzt mit seinen nördlichen Arealen an Eswatini und Mosambik. Teilweise in den Lebombobergen und teilweise in der Makhatini-Ebene gelegen, bietet sich ein landschaftlich abwechslungsreiches Bild.
89 % des Territoriums befinden sich in Stammesbesitz.

## Städte und Orte
| - Bhambanani - Bhekindoda - eSiweni - Fakude - Ingwavuma - Isihlangwini - Jozini - KwaJobe | - KwaMakhonyeni - KwaMbuzi - Lake View - Magugu - Makane - Mjindi - Mkuze (Mkhuze) - Munywana | - Muzi - Nambulungwana - Ndumu - Nondabuya - Ohlalwini |

## Bevölkerung
Im Jahr 2011 hatte die Gemeinde 186.502 Einwohner in 38.849 Haushalten auf einer Fläche von 3442 Quadratkilometern. Davon waren 99,2 % schwarz. Erstsprache war zu 94,6 % isiZulu, zu 1,2 % Englisch und zu 1,1 % isiNdebele.

## Wirtschaft
Große Teile der Gemeinde gehörten bis 1994 zum Homeland KwaZulu. Daher ist die wirtschaftliche Entwicklung im ländlichen Jozini zurückgeblieben.
Ein wichtiges Standbein der Gemeinde ist die Landwirtschaft. Mit Hilfe des Pongolapoort-Stausees werden 80.000 Hektar landwirtschaftlicher Nutzfläche bewässert. Es wird unter anderem Zuckerrohr, Reis, Kaffee, Baumwolle, Faserpflanzen und Obst.
Allerdings hat die Gemeinde gute Voraussetzungen für eine zukünftige Entwicklung: Es besteht durch die N2 eine gute Verkehrsanbindung. Außerdem bietet sich die Gegend für den Ausbau des Tourismus an.

## Sehenswürdigkeiten und Aktivitäten
- Lebomboberge
- Pongolapoort-Stausee (auch bekannt als Jozini Dam)
- Pongolapoort-Wildreservat
- Mkuze-Wildreservat
- Ndumu-Wildreservat
- Hlatikulu-Wald: ein Waldgebiet in den Lebombo-Bergen
- Jozini Dam Development: Erholungsort und Konferenzzentrum
- Border Cave: ein Felsdach auf der Grenze zu Eswatini. Hier wurden Gegenstände und Skelette aus der mittleren und späten Steinzeit gefunden.
- Fischen im Pongola River
- Grab des König Dingane
- Usuthu Gorge